# Waffenbrunn
Waffenbrunn – miejscowość i gmina w Niemczech, w kraju związkowym Bawaria, w rejencji Górny Palatynat, w regionie Ratyzbona, w powiecie Cham. Leży w Lesie Bawarskim, około 5 km na północ od Cham, przy drodze B22.

## Dzielnice
W skład gminy wchodzą następujące dzielnice: Habersdorf, Kolmberg, Obernried, Waffenbrunn, Rhanwalting.

## Demografia
| Rok  | Liczba mieszk. |
| ---- | -------------- |
| 1970 | 1 582          |
| 1987 | 1 792          |
| 2000 | 2 013          |

## Oświata
(na 1999)

W gminie znajduje się 50 miejsc przedszkolnych (55 dzieci) oraz szkoła podstawowa (15 nauczycieli, 330 uczniów).